# Adolf Jellinek

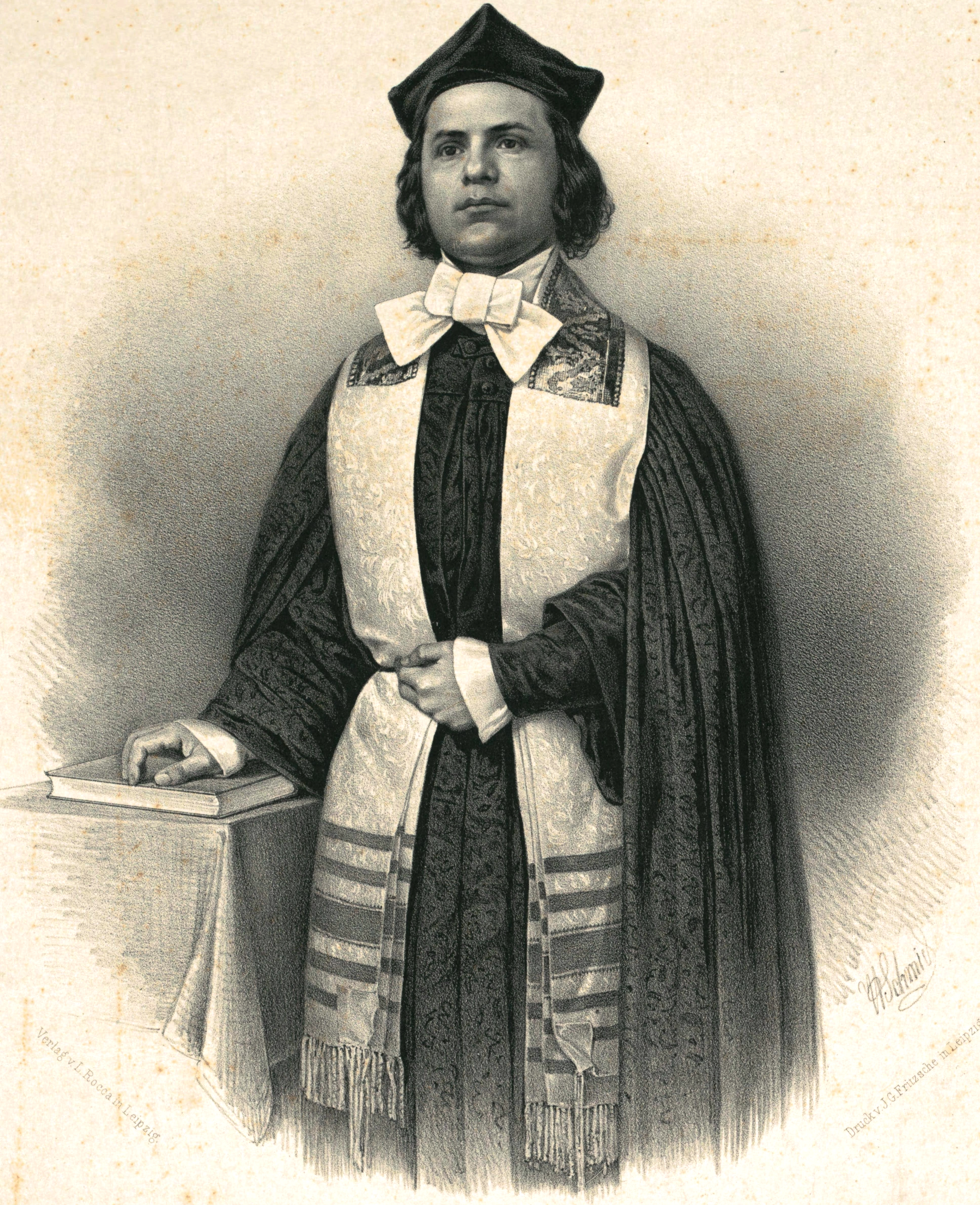
Adolph Jellinek, 1860

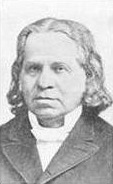
Adolf Jellinek

Adolf Jellinek (hebr.  אהרן ילינק  Aharon Jelinek, ur. 26 czerwca 1821, Drslavice (obecnie Republika Czeska), zm. 29 grudnia 1893, Wiedeń) – austriacki uczony, rabin. W roku 1857 został rabinem w Synagodze Tempelgasse w Wiedniu.

## Życiorys
Adolf Jellinek urodził się w 1821 roku w wiosce położonej niedaleko miasta Uherský Brod. Uczęszczał do jesziwy w Prościejowie, a w 1838 roku wyjechał do Pragi, gdzie poznał Solomona Judah Rapoporta, Michaela Sachsa i Wolfganga Wessely'a. W 1842 przeniósł się do Lipska - tam zaczął studiować filozofię i semitologię, a w 1845–1856 został wyznaczony homiletykiem w nowej synagodze założonej przez Zachariasa Frankla. W 1857 został kaznodzieją w synagodze Tempelgasse w dzielnicy Leopoldstadt w Wiedniu i pozostał tam do 1865 roku, gdy przeszedł do synagogi miejskiej (Stadttempel) wiedeńskiej gminy żydowskiej.
W 1862 roku Adolf Jellinek założył Akademie Beit ha-Midrash. 
Jako jeden z nielicznych w swoich czasach zainteresował się studiowaniem Kabały i w 1844 roku przetłumaczył na niemiecki m.in. „La Cabbale” Adolphe Francka.
W kilku pomniejszych publikacjach (1877–84) Jellinek zajmował się tematami historycznymi, filozoficznymi, komentarzami w Talmudzie oraz tematami bibliograficznymi, ze zdarzeń takich jak: prześladowania podczas pierwszej krucjaty czy dysputa Nachmanidesa z dominikanami w Barcelonie w 1263 i wieloma innymi. Stworzył wiele prac naukowych, lecz jego najważniejszy dorobek skupia się głównie na trzech dziedzinach: midraszach, homiletyce i psychologii.
Opublikował sześć części Beit ha-Midrash (1853–78, 1938), znaczną ilość mniejszych midraszy oraz starożytne i średniowieczne homilie, które ożywiły zainteresowanie żydowską literaturą apokaliptyczną.
Jellinek był najprawdopodobniej największym kaznodzieją synagogi w XIX wieku i najbardziej utalentowanym żydowskim kaznodzieją w nowym judaizmie. Opublikował około 200  kazań, które zostały przetłumaczone na hebrajski i inne języki. Jego rozległa wiedza na temat midraszy sprawiała, że zadziwiająco używał ich w swoich kazaniach, co odróżniało go od jego poprzedników i rówieśników. Był nieprzeciętnym apologetą i również jednym z najbardziej płodnych pisarzy homilii swoich czasów. Jednym z jego planów było zainstalowanie organów w synagodze, lecz finalnie porzucił ten pomysł. 
Jellinek był w pełni oddany studiowaniu psychologii i etnologii, zanim jeszcze stała się ona nauką. W swoich dwóch esejach: Der jüdische Stamm (1869) i Der jüdische Stamm in nicht-jüdischen Sprichwörtern (1881–1882) zamieścił wiele przenikliwych spostrzeżeń i analiz oraz oryginalnych założeń.
Zmarł 29 grudnia 1893 roku.

## Rodzina
Miał dwóch braci: Hermanna Jellinka (ur. 1823) i Moritza Jellinka (ur. 1823– zm. 1883).
Jego żoną była Rosalia Bettelheim (ur. 1832 w Budapeszcie, zm. 1892 w Baden bei Wien), z którą miał trzech synów:
- Georga Jellinka (1851–1911)
- Maxa Hermanna Jellinka (1868–1938)
- Emila Jellinka (1853–1918)